# Almofala (Castro Daire)
Pour les articles homonymes, voir Almofala.
Almofala est une freguesia du Portugal de la commune de Castro Daire, dans le District de Viseu.
Avec 18,75 km2 et 228 habitants (2011), la densité de la population paroisse s'élève à 14,9 hab/km2.

## Patrimoine
- Igreja Matriz
- Capela de São Domingos
- Cruzeiro no largo do Castanheiro
- Capela de Santa Bárbara
- Capela de Bustelo